# استضداد
الاستضداد (بالإنجليزية: Antigenicity)‏ هي قابلية التركيب الكيميائي (إما المستضد أو الناشبة) لترتبط بشكل محدد مع مجموعة معينة من المواد التي تمتلك مناعة تكيفية مثل مستقبلات الخلايا التائية أو الأجسام المضادة (أو مستقبلات الخلايا البائية).
استخدم الاستضداد في الماضي للتعبير فيما يعرف حاليا بالاستمناع، وما زال المصطلحان يستخدمان بشكل متبادل، لكن الوصف الدقيق للاستمناع يستخدم للتعبير عن قدرة مولد الضد لتحفيز استجابة مناعة تكيفية. لذلك فإن مولد الضد قد يرتبط بمستقبلات خلايا بائية أو تائية لكنه لا يحفز الجهاز المناعي التكيفي. أما إذا أحدث مولد الضد استجابة، فإن مولد الضد يسمى في هذه الحالة بالمستمنع.